# Lipová u Přerova
Lipová (deutsch Lipowa, 1939–1945 Linden) ist eine Gemeinde in Tschechien. Sie liegt fünf Kilometer nordwestlich von Bystřice pod Hostýnem und gehört zum Okres Přerov.

## Geographie
Lipová erstreckt sich linksseitig des Flüsschens Bystřička an der Einmündung des Baches Lipová in der Podbeskydská pahorkatina (Vorbeskidenhügelland). Nordöstlich erhebt sich der Nad Rampliskem (305 m), im Südosten die Zádebříčí (325 m), südwestlich die Olehlá (316 m) und im Westen die Šibenice (300 m).
Nachbarorte sind Radkovy im Norden, Blazice, Sovadina und Mrlínek im Nordosten, Bažantnice und Křtomil im Osten, Ochozy, Bosna und Bílavsko im Südosten, Hlinsko pod Hostýnem und Prusinovice im Süden, Pacetluky, Zámeček und Kozrál im Südwesten, Líšná im Westen sowie Turovice, Novosady und Dřevohostice im Nordwesten. Gegen Norden befinden sich die Wüstungen Karlov und Končany.

## Geschichte
Die erste schriftliche Erwähnung von Lyppowe erfolgte im Jahre 1368 in der Olmützer Landtafel. Lipová bildete kein einheitliches Gut, sondern war zwischen mehreren Besitzern aufgeteilt. Zwischen 1447 und 1480 gehörte ganz Lipová zur Herrschaft Dřevohostice. Im Jahre 1490 wurde der Vladike Beneš von Křtomil als Besitzer von Lipová intabuliert. Seine Nachkommen verkauften die Feste und den Hof Křtomil mit der Hälfte von Lipová und dem wüsten Dorf Karlov 1498 an Arkleb von Víckov. Karlov war bis 1420 nachweislich und während der unruhigen Zeiten des 15. Jahrhunderts, wahrscheinlich während der Hussitenkriege oder dem böhmisch-ungarischen Krieg untergegangen. Wann Končany erlosch, ist nicht bekannt. Es wird angenommen, dass die Bewohner der beiden aufgelassenen Dörfer sich in dem an der Handelsstraße von Přerov nach Bystřice pod Hostýnem gelegenen Lipová ansiedelten. Im Jahre 1517 verkaufte Arkleb von Víckov Křtomil mit allem Zubehör an die Brüder Bernhard und Wenzel von Zierotin auf Dřevohostice. Nach der Schlacht am Weißen Berg erwarb Zdeněk Vojtěch Popel von Lobkowicz die zuvor Václav Bítovský von Bítov gehörigen konfiszierten Güter Bystřice pod Hostýnem, Prusinovice und Dřevohostice. Zdeněks Sohn Wenzel Eusebius von Lobkowicz verkaufte 1635 Teile der Herrschaft Dřevohostice, darunter Lipová, an Johann Anton von Rottal, der das Dorf an seine Herrschaft Bystřice und 1650 an die vereinigte Herrschaft Bystřice-Holešov anschloss. Im Hufenregister von 1675 sind für Lipová 32 Anwesen aufgeführt. Das älteste Ortssiegel stammt Ende des 18. bzw. Anfang des 19. Jahrhunderts. Es trägt die Inschrift Lipowa und zeigt ein Herz, das von drei Blumen, einem Sech, einem Dreschflegel, einer Pflugschar und mehreren Blüten umgeben wird. Im Jahre 1789 ging der Besitz von den Grafen Rottal an die Grafen della Rovere di Monte l´Abbate über und 1804 erbte Johann Nepomuk Graf von Wengerský die Herrschaft. Ihm folgten 1827 die Grafen Laudon. Im Jahre 1809 wurde in Lippowa eine einklassige Dorfschule eingerichtet. Bis zur Mitte des 19. Jahrhunderts blieb Lippowa immer nach Bystřice untertänig.
Nach der Aufhebung der Patrimonialherrschaften bildete Lipova / Lipowa ab 1850 einen Ortsteil der Gemeinde Křtomil in der Bezirkshauptmannschaft Holleschau. Der heutige Ortsname Lipová wird seit 1854 verwendet. Seit 1868 bildete Lipová eine eigene Gemeinde. Bis 1916 betrieb die Familie Krutil eine Sliwowitzbrennerei, die regionale Bekanntheit besaß. Die Wasserkraft der Bystřička trieb bis zur Mitte des 20. Jahrhunderts zwei Mühlen an, die als mlýn Na Hrázi und Dolní mlýn bezeichnet wurden. Während der deutschen Besetzung erhielt der Ort den eingedeutschten Namen Linden und wurde 1942 dem Bezirk Mährisch Weißkirchen zugeordnet. Nach dem Ende des Zweiten Weltkrieges wurde dies wieder rückgängig gemacht.
Im Zuge der Gebietsreform von 1960 wurde die Gemeinde Lipová nach der Aufhebung des Okres Holešov dem Okres Přerov zugeordnet. 1964 erfolgte die Eingemeindung von Křtomil. Am 1. Juli 1983 wurde Lipová nach Dřevohostice eingemeindet. Seit dem 24. November 1990 ist Lipová wieder eigenständig. Seit 2006 führt die Gemeinde ein Wappen und Banner.

## Ortsgliederung
Für die Gemeinde Lipová sind keine Ortsteile ausgewiesen.

## Sehenswürdigkeiten
- Kapelle der hll. Kyrill und Method, erbaut im 19. Jahrhundert
- Steinernes Kreuz in der Ortslage Súhrady, errichtet 1785. Es war von vier alten Linden umgeben, die am 13. August 1957 von einer Windhose umgeworfen wurden.